# Devil’s Hopyard State Park
Devil’s Hopyard State Park ist ein State Park auf dem Gebiet von East Haddam, Connecticut mit den Chapman Falls am Eightmile River. Der Park umfasst ca. 405 ha und bietet Möglichkeiten zum Wandern, Angeln, Radfahren, Vögel beobachten, Picknicken, Campen und Jugendcamping.

## Name
Vor 1800 gab es am Eightmile River eine Mälzerei am Malt House Brook auf der Farm von George Griffin. Noch vor 1814 wurde die Mälzerei aufgegeben. Bis dahin gab es wohl auch einen kleinen Hopfenanbau. Möglicherweise wurde aus dem – nicht nachweisbaren – Namen „Dibble“ eines Landbesitzers ein „Devil“ gemacht.
Eine andere Version behauptet, dass es sich bei den sogenannten „Potholes“, kreisrunden Erosioanslöcher in den Gesteinsschichten im Fluss, um Abdrücke von den Hufen des Teufels handelt.
Auf Informationstafeln im Park wird über die zugehörigen Legenden berichtet.

## Geschichte
1775 griffen die Sons of Liberty eine Mühle an, die von pro-Britischen Loyalisten an dieser Stelle betrieben wurde. Einen Teil des zerbrochenen Mühlsteins fand man 2002 am Fuße der Wasserfälle.
Die Wasserfälle des Parks trieben bis in die 1890er Jahre „Beebe's Mills“ (benannt nach dem Besitzer) an. Das Gebiet wurde 1919 erworben um der Abholzung in der Region zu begegnen.
Am 26. März 2012 ereignete sich ein großer Waldbrand. Feuerwehren aus 14 Städten kämpften gegen das Feuer an. Mehr als 20 ha Wald wurden vernichtet. Brandursache gaben möglicherweise Wanderer.

## Sehenswürdigkeiten
Die wichtigste Sehenswürdigkeit sind die Chapman Falls, die über 18 m tief über ganze Lagen von Glimmerschiefer stürzen. Dieses Gestein gehört zur New Scotland Formation. Vista Point am Ende des blauen Wanderweges ist eine Klippe, die bis zu 53 m über dem Eightmile River aufragt. Darüber hinaus gibt es noch die mini falls und drei historische Brücken, die in das National Register of Historic Places aufgenommen wurden.

## Natur
Der Park ist Rückzugsgebiet für eine ganze Reihe an Tieren, Hirsche, verschiedene Amphibien, Schildkröten, Fische, fisher und viele geschützte Vogelarten. Der Muddy Brook ist ein rechter und östlicher Zufluss des Eightmile river.